# Lina Hurtig
Lina Mona Andréa Hurtig (Avesta, 5 settembre 1995) è una calciatrice svedese, attaccante o centrocampista della Fiorentina e della nazionale svedese.

## Biografia
Il 16 agosto 2019 sposa Lisa Lantz, sua compagna di squadra all'Umeå IK. L'11 giugno 2021, mentre Hurtig milita nella Juventus e Lantz si è ormai ritirata, la coppia annuncia la nascita della propria figlia, mentre nel dicembre 2024 è stata annunciata la nascita del secondo figlio.

## Carriera

### Club
All'età di 15 anni, dopo aver giocato nelle giovanili dell'Avesta AIK, viene ingaggiata dal Gustafs GoIF, squadra militante nel terzo livello del campionato svedese femminile di calcio. A fine stagione colleziona 20 presenze, 14 reti e 4 assist con il club.
Nella stagione successiva viene acquistata dall'Umeå, club militante nella Damallsvenskan, la massima lega femminile svedese. Rimane con la società fino al termine della stagione 2016, congedandosi con 24 reti siglate su 88 presenze.
Nel novembre 2016 si trasferisce al Linköpings, dove rimane per il successivo triennio, vincendo anche la Damallsvenskan 2017.
Lascia per la prima volta in carriera la Svezia nell'agosto 2020 per trasferirsi in Italia, accordandosi con la Juventus. Nelle due stagioni in bianconero vince altrettanti campionati di Serie A e tutti i restanti trofei del calcio femminile italiano.
Nell'agosto 2022 viene ingaggiata dall'Arsenal, trasferendosi in Inghilterra per la cifra di 125 mila euro. Rimane a Londra per tre stagioni e, nonostante collezioni solo 7 gol in trentasei presenze con le Gunners, a causa di ripetuti infortuni, contribuisce comunque alla vittoria di due edizioni consecutive della FA Women's League Cup (nel 2023 e nel 2024) e, nell'ultima annata, della UEFA Women's Champions League.
Il 16 giugno 2025, viene ingaggiata a titolo definitivo dalla Fiorentina, di nuovo in Serie A.

### Nazionale
Hurtig è stata convocata per la prima volta nella nazionale under 17 per giocare l'europeo di categoria del 2010, dove la Svezia supera solo il primo round qualificatorio.
La giocatrice viene poi scelta a far parte della nazionale under 19, per disputare l'europeo di categoria del 2012. La ragazza giocò anche nella vittoriosa finale contro la Spagna, finita dopo i tempi supplementari.
Nel dicembre 2012 Pia Sundhage, selezionatrice della nazionale maggiore, decide di convocarla a uno stage di preparazione a Bosön al fine di valutarne un suo inserimento in rosa. Il 19 giugno 2013, viene nuovamente convocata, senza entrare in campo, per disputare un'amichevole contro il Brasile, finita in parità 1-1. Nonostante l'interesse nei suoi confronti, Hurtig non viene inserita da Sundhage nella rosa che affronta l'europeo casalingo del 2013.
Benché non avesse schierato la giocatrice, nemmeno nell'amichevole giocata contro la Norvegia, in una dichiarazione Sundhage ha citato Hurtig come una potenziale giocatrice di livello mondiale.
Torna in under 19 per l'europeo di categoria del 2014 in Norvegia, dove la Svezia, perdendo contro le nazionali di Spagna e Irlanda non riesce a qualificarsi per il mondiale under 20 del 2014 in Canada.
Il debutto in nazionale maggiore avviene il 27 novembre 2014, in occasione dell'amichevole pareggiata 1-1 con le avversarie del Canada, sostituendo Emma Lund al 46'.

## Statistiche

### Presenze e reti nei club
Statistiche aggiornate al 3 luglio 2025.
| Stagione         | Squadra          | Campionato       | Campionato | Campionato | Coppe nazionali | Coppe nazionali | Coppe nazionali | Coppe continentali | Coppe continentali | Coppe continentali | Altre coppe | Altre coppe | Altre coppe | Totale | Totale |
| Stagione         | Squadra          | Comp             | Pres       | Reti       | Comp            | Pres            | Reti            | Comp               | Pres               | Reti               | Comp        | Pres        | Reti        | Pres   | Reti   |
| ---------------- | ---------------- | ---------------- | ---------- | ---------- | --------------- | --------------- | --------------- | ------------------ | ------------------ | ------------------ | ----------- | ----------- | ----------- | ------ | ------ |
| 2011             | Gustafs GoIF     | D1               | 19         | 14         | CS              | -               | -               |                    | -                  | -                  |             | -           | -           | 19     | 14     |
| 2012             | Umeå IK          | DS               | 14         | 2          | CS              | 1               | 0               |                    | -                  | -                  |             | -           | -           | 15     | 2      |
| 2013             | Umeå IK          | DS               | 21         | 10         | CS              | 4               | 9               |                    | -                  | -                  |             | -           | -           | 25     | 19     |
| 2014             | Umeå IK          | DS               | 18         | 6          | CS              | 3               | 1               |                    | -                  | -                  |             | -           | -           | 21     | 7      |
| 2015             | Umeå IK          | DS               | 18         | 4          | CS              | -               | -               |                    | -                  | -                  |             | -           | -           | 18     | 4      |
| 2016             | Umeå IK          | DS               | 17         | 2          | CS              | -               | -               |                    | -                  | -                  |             | -           | -           | 17     | 2      |
| Totale Umeå IK   | Totale Umeå IK   | Totale Umeå IK   | 88         | 24         | -               | 8               | 10              | -                  | -                  | -                  | -           | -           | -           | 96     | 34     |
| 2016             | Linköping        | DS               | -          | -          | CS              | 3               | 3               |                    | -                  | -                  |             | -           | -           | 3      | 3      |
| 2017             | Linköping        | DS               | 21         | 5          | CS              | 3               | 0               |                    | -                  | -                  |             | -           | -           | 24     | 5      |
| 2018             | Linköping        | DS               | 11         | 5          | CS              | 3               | 0               |                    | -                  | -                  |             | -           | -           | 14     | 5      |
| 2019             | Linköping        | DS               | 22         | 8          | CS              | 1               | 0               |                    | -                  | -                  |             | -           | -           | 23     | 8      |
| 2020             | Linköping        | DS               | 11         | 2          | CS              | -               | -               |                    | -                  | -                  |             | -           | -           | 11     | 2      |
| Totale Linköping | Totale Linköping | Totale Linköping | 65         | 20         | -               | 10              | 3               | -                  | -                  | -                  | -           | -           | -           | 75     | 23     |
| 2020-2021        | Juventus         | A                | 15         | 7          | CI              | 4               | 1               | UWCL               | 2                  | 1                  | SI          | 2           | 0           | 23     | 9      |
| 2021-2022        | Juventus         | A                | 19         | 4          | CI              | 4               | 2               | UWCL               | 11                 | 4                  | SI          | 2           | 0           | 36     | 10     |
| Totale Juventus  | Totale Juventus  | Totale Juventus  | 34         | 11         | -               | 8               | 3               | -                  | 13                 | 5                  | -           | 4           | 0           | 59     | 19     |
| 2022-2023        | Arsenal          | WSL              | 9          | 0          | FA WC           | 1               | 1               | UWCL               | 7                  | 2                  | FA WLC      | 2           | 0           | 19     | 3      |
| 2023-2024        | Arsenal          | WSL              | 2          | 1          | FA WC           | 0               | 0               | UWCL               | 2                  | 1                  | FA WLC      | 2           | 0           | 6      | 2      |
| 2024-2025        | Arsenal          | WSL              | 5          | 1          | FA WC           | 0               | 0               | UWCL               | 7                  | 1                  | FA WLC      | 0           | 0           | 12     | 2      |
| Totale Arsenal   | Totale Arsenal   | Totale Arsenal   | 16         | 2          | -               | 1               | 1               | -                  | 16                 | 4                  | -           | 4           | 0           | 37     | 7      |
| 2025-2026        | Fiorentina       | A                | -          | -          | CI              | -               | -               | -                  | -                  | -                  | AWC         | -           | -           | -      | -      |
| Totale carriera  | Totale carriera  | Totale carriera  | 222        | 71         | -               | 27              | 17              | -                  | 29                 | 9                  | -           | 8           | 0           | 286    | 97     |

### Cronologia delle presenze e delle reti in nazionale
| Cronologia completa delle presenze e delle reti in nazionale ― Svezia | Cronologia completa delle presenze e delle reti in nazionale ― Svezia | Cronologia completa delle presenze e delle reti in nazionale ― Svezia | Cronologia completa delle presenze e delle reti in nazionale ― Svezia | Cronologia completa delle presenze e delle reti in nazionale ― Svezia | Cronologia completa delle presenze e delle reti in nazionale ― Svezia | Cronologia completa delle presenze e delle reti in nazionale ― Svezia | Cronologia completa delle presenze e delle reti in nazionale ― Svezia |
| Data                                                                  | Città                                                                 | In casa                                                               | Risultato                                                             | Ospiti                                                                | Competizione                                                          | Reti                                                                  | Note                                                                  |
| --------------------------------------------------------------------- | --------------------------------------------------------------------- | --------------------------------------------------------------------- | --------------------------------------------------------------------- | --------------------------------------------------------------------- | --------------------------------------------------------------------- | --------------------------------------------------------------------- | --------------------------------------------------------------------- |
| 27-11-2014                                                            | Göteborg                                                              | Svezia                                                                | 1 – 1                                                                 | Canada                                                                | Amichevole                                                            | -                                                                     | 46’                                                                   |
| 17-9-2015                                                             | Orhei                                                                 | Moldavia                                                              | 0 – 3                                                                 | Svezia                                                                | Qual. Euro 2017                                                       | -                                                                     |                                                                       |
| 22-9-2015                                                             | Göteborg                                                              | Svezia                                                                | 3 – 0                                                                 | Polonia                                                               | Qual. Euro 2017                                                       | 1                                                                     | 66’                                                                   |
| 1-3-2017                                                              | Albufeira                                                             | Australia                                                             | 0 – 1                                                                 | Svezia                                                                | Algarve Cup 2017                                                      | -                                                                     | 72’                                                                   |
| 3-3-2017                                                              | Vila Real de Santo António                                            | Cina                                                                  | 0 – 0                                                                 | Svezia                                                                | Algarve Cup 2017                                                      | -                                                                     | 61’                                                                   |
| 6-3-2017                                                              | Lagos                                                                 | Svezia                                                                | 0 – 1                                                                 | Paesi Bassi                                                           | Algarve Cup 2017                                                      | -                                                                     | 63’                                                                   |
| 6-4-2017                                                              | Trelleborg                                                            | Svezia                                                                | 0 – 1                                                                 | Canada                                                                | Amichevole                                                            | -                                                                     | 46’                                                                   |
| 19-9-2017                                                             | Varaždin                                                              | Croazia                                                               | 0 – 2                                                                 | Svezia                                                                | Qual. Mondiali 2019                                                   | 1                                                                     | 88’                                                                   |
| 24-10-2017                                                            | Borås                                                                 | Svezia                                                                | 5 – 0                                                                 | Ungheria                                                              | Qual. Mondiali 2019                                                   | 1                                                                     |                                                                       |
| 30-8-2018                                                             | Göteborg                                                              | Svezia                                                                | 3 – 0                                                                 | Ucraina                                                               | Qual. Mondiali 2019                                                   | -                                                                     | 78’                                                                   |
| 4-9-2018                                                              | Viborg                                                                | Danimarca                                                             | 0 – 1                                                                 | Svezia                                                                | Qual. Mondiali 2019                                                   | -                                                                     | 90+2’                                                                 |
| 11-11-2018                                                            | Rotherham                                                             | Inghilterra                                                           | 0 – 2                                                                 | Svezia                                                                | Amichevole                                                            | -                                                                     | 79’                                                                   |
| 27-2-2019                                                             | Faro                                                                  | Svezia                                                                | 4 – 1                                                                 | Svizzera                                                              | Algarve Cup 2019                                                      | -                                                                     | 63’                                                                   |
| 1-3-2019                                                              | Albufeira                                                             | Portogallo                                                            | 2 – 1                                                                 | Svezia                                                                | Algarve Cup 2019                                                      | -                                                                     | 62’ 79’                                                               |
| 6-3-2019                                                              | Faro (Portogallo)                                                     | Canada                                                                | 0 – 0 dts (6 – 5 dtr)                                                 | Svezia                                                                | Algarve Cup 2019 - Finale 3/4 posto                                   | -                                                                     | 65’                                                                   |
| 6-4-2019                                                              | Solna                                                                 | Svezia                                                                | 1 – 2                                                                 | Germania                                                              | Amichevole                                                            | -                                                                     | 86’                                                                   |
| 9-4-2019                                                              | Maria Enzersdorf                                                      | Austria                                                               | 0 – 2                                                                 | Svezia                                                                | Amichevole                                                            | -                                                                     | 46’                                                                   |
| 31-5-2019                                                             | Göteborg                                                              | Svezia                                                                | 1 – 0                                                                 | Corea del Sud                                                         | Amichevole                                                            | -                                                                     | 67’                                                                   |
| 11-6-2019                                                             | Rennes                                                                | Cile                                                                  | 0 – 2                                                                 | Svezia                                                                | Mondiali 2019                                                         | -                                                                     | 65’                                                                   |
| 16-6-2019                                                             | Nizza                                                                 | Svezia                                                                | 5 – 1                                                                 | Thailandia                                                            | Mondiali 2019                                                         | 1                                                                     |                                                                       |
| 20-6-2019                                                             | Le Havre                                                              | Svezia                                                                | 0 – 2                                                                 | Stati Uniti                                                           | Mondiali 2019                                                         | -                                                                     | 79’                                                                   |
| 24-6-2019                                                             | Parigi                                                                | Svezia                                                                | 1 – 0                                                                 | Canada                                                                | Mondiali 2019 - Ottavi di finale                                      | -                                                                     | 89’                                                                   |
| 29-6-2019                                                             | Rennes                                                                | Germania                                                              | 1 – 2                                                                 | Svezia                                                                | Mondiali 2019 - Quarti di finale                                      | -                                                                     | 90+5’                                                                 |
| 3-7-2019                                                              | Lione                                                                 | Paesi Bassi                                                           | 1 – 0 dts                                                             | Svezia                                                                | Mondiali 2019 - Semifinali                                            | -                                                                     | 79’                                                                   |
| 6-7-2019                                                              | Nizza                                                                 | Inghilterra                                                           | 1 – 2                                                                 | Svezia                                                                | Mondiali 2019 - Finale 3/4 posto                                      | -                                                                     | 27’                                                                   |
| 3-9-2019                                                              | Liepāja                                                               | Lettonia                                                              | 1 – 4                                                                 | Svezia                                                                | Qual. Euro 2022                                                       | -                                                                     | 57’                                                                   |
| 4-10-2019                                                             | Miskolc                                                               | Ungheria                                                              | 0 – 5                                                                 | Svezia                                                                | Qual. Euro 2022                                                       | -                                                                     | 73’                                                                   |
| 8-10-2019                                                             | Göteborg                                                              | Svezia                                                                | 7 – 0                                                                 | Slovacchia                                                            | Qual. Euro 2022                                                       | 1                                                                     | 71’                                                                   |
| 8-11-2019                                                             | Columbus                                                              | Stati Uniti                                                           | 3 – 2                                                                 | Svezia                                                                | Amichevole                                                            | -                                                                     | 82’                                                                   |
| 7-3-2020                                                              | Lagos                                                                 | Svezia                                                                | 1 – 2                                                                 | Danimarca                                                             | Algarve Cup 2020                                                      | 1                                                                     | 77’                                                                   |
| 10-3-2020                                                             | Faro                                                                  | Portogallo                                                            | 0 – 2                                                                 | Svezia                                                                | Algarve Cup 2020                                                      | -                                                                     | 63’                                                                   |
| 17-9-2020                                                             | Göteborg                                                              | Svezia                                                                | 8 – 0                                                                 | Ungheria                                                              | Qual. Euro 2022                                                       | 2                                                                     |                                                                       |
| 22-9-2020                                                             | Reykjavík                                                             | Islanda                                                               | 1 – 1                                                                 | Svezia                                                                | Qual. Euro 2022                                                       | -                                                                     |                                                                       |
| 22-10-2020                                                            | Göteborg                                                              | Svezia                                                                | 7 – 0                                                                 | Lettonia                                                              | Qual. Euro 2022                                                       | 1                                                                     | 36’                                                                   |
| 19-2-2021                                                             | Paola                                                                 | Austria                                                               | 1 – 6                                                                 | Svezia                                                                | Amichevole                                                            | 1                                                                     | 78’                                                                   |
| 23-2-2021                                                             | Paola                                                                 | Malta                                                                 | 0 – 3                                                                 | Svezia                                                                | Amichevole                                                            | -                                                                     | 63’                                                                   |
| 10-4-2021                                                             | Solna                                                                 | Svezia                                                                | 1 – 1                                                                 | Stati Uniti                                                           | Amichevole                                                            | 1                                                                     | 77’                                                                   |
| 13-4-2021                                                             | Łódź                                                                  | Polonia                                                               | 2 – 4                                                                 | Svezia                                                                | Amichevole                                                            | 1                                                                     | 83’                                                                   |
| 21-7-2021                                                             | Tokyo                                                                 | Svezia                                                                | 3 – 0                                                                 | Stati Uniti                                                           | Olimpiadi 2020 - 1º turno                                             | 1                                                                     | 64’                                                                   |
| 24-7-2021                                                             | Saitama                                                               | Svezia                                                                | 4 – 2                                                                 | Australia                                                             | Olimpiadi 2020 - 1º turno                                             | 1                                                                     |                                                                       |
| 27-7-2021                                                             | Kashima                                                               | Nuova Zelanda                                                         | 0 – 2                                                                 | Svezia                                                                | Olimpiadi 2020 - 1º turno                                             | -                                                                     | 64’                                                                   |
| 30-7-2021                                                             | Saitama                                                               | Svezia                                                                | 3 – 1                                                                 | Giappone                                                              | Olimpiadi 2020 - Quarti di finale                                     | -                                                                     | 75’                                                                   |
| 2-8-2021                                                              | Yokohama                                                              | Australia                                                             | 0 – 1                                                                 | Svezia                                                                | Olimpiadi 2020 - Semifinali                                           | -                                                                     | 90+4’                                                                 |
| 6-8-2021                                                              | Tokyo                                                                 | Svezia                                                                | 1 – 1 dts (2 – 3 dtr)                                                 | Canada                                                                | Olimpiadi 2020 - Finale                                               | -                                                                     | 75’                                                                   |
| 17-9-2021                                                             | Košice                                                                | Slovacchia                                                            | 0 – 1                                                                 | Svezia                                                                | Qual. Mondiali 2023                                                   | -                                                                     |                                                                       |
| 21-9-2021                                                             | Solna                                                                 | Svezia                                                                | 4 – 0                                                                 | Georgia                                                               | Qual. Mondiali 2023                                                   | -                                                                     |                                                                       |
| 21-10-2021                                                            | Dublino                                                               | Irlanda                                                               | 0 – 1                                                                 | Svezia                                                                | Qual. Mondiali 2023                                                   | -                                                                     | 52’ 61’                                                               |
| 26-10-2021                                                            | Paisley                                                               | Scozia                                                                | 0 – 2                                                                 | Svezia                                                                | Qual. Mondiali 2023                                                   | -                                                                     | 89’                                                                   |
| 25-11-2021                                                            | Solna                                                                 | Svezia                                                                | 2 – 1                                                                 | Finlandia                                                             | Qual. Mondiali 2023                                                   | 1                                                                     |                                                                       |
| 30-11-2021                                                            | Malmö                                                                 | Svezia                                                                | 3 – 0                                                                 | Slovacchia                                                            | Qual. Mondiali 2023                                                   | 1                                                                     | 76’                                                                   |
| 20-2-2022                                                             | Faro                                                                  | Portogallo                                                            | 0 – 4                                                                 | Svezia                                                                | Algarve Cup 2022 - 1º turno                                           | -                                                                     | 62’                                                                   |
| 23-2-2022                                                             | Lagos                                                                 | Svezia                                                                | 1 – 1 (6 - 5 dtr)                                                     | Italia                                                                | Algarve Cup 2022 - Finale                                             | -                                                                     | 63’                                                                   |
| 7-4-2022                                                              | Gori                                                                  | Georgia                                                               | 0 – 15                                                                | Svezia                                                                | Qual. Mondiali 2023                                                   | 2                                                                     | 62’                                                                   |
| 12-4-2022                                                             | Göteborg                                                              | Svezia                                                                | 1 – 1                                                                 | Irlanda                                                               | Qual. Mondiali 2023                                                   | -                                                                     | 78’                                                                   |
| 28-6-2022                                                             | Solna                                                                 | Svezia                                                                | 3 – 1                                                                 | Brasile                                                               | Amichevole                                                            | 1                                                                     | 85’                                                                   |
| 9-7-2022                                                              | Sheffield                                                             | Paesi Bassi                                                           | 1 – 1                                                                 | Svezia                                                                | Euro 2022 - Fase a gironi                                             | -                                                                     | 68’                                                                   |
| 13-7-2022                                                             | Sheffield                                                             | Svezia                                                                | 2 – 1                                                                 | Svizzera                                                              | Euro 2022 - Fase a gironi                                             | -                                                                     | 68’                                                                   |
| 17-7-2022                                                             | Leigh                                                                 | Svezia                                                                | 5 – 0                                                                 | Portogallo                                                            | Euro 2022 - Fase a gironi                                             | -                                                                     | 70’                                                                   |
| 26-7-2022                                                             | Sheffield                                                             | Inghilterra                                                           | 4 – 0                                                                 | Svezia                                                                | Euro 2022 - Semifinali                                                | -                                                                     | 76’                                                                   |
| 6-9-2022                                                              | Tampere                                                               | Finlandia                                                             | 0 – 5                                                                 | Svezia                                                                | Qual. Mondiali 2023                                                   | 1                                                                     | 60’                                                                   |
| 7-10-2022                                                             | Cordova                                                               | Spagna                                                                | 1 – 1                                                                 | Svezia                                                                | Amichevole                                                            | -                                                                     | 73’                                                                   |
| 11-10-2022                                                            | Göteborg                                                              | Svezia                                                                | 3 – 0                                                                 | Francia                                                               | Amichevole                                                            | -                                                                     | 62’                                                                   |
| 23-7-2023                                                             | Wellington                                                            | Svezia                                                                | 2 – 1                                                                 | Sudafrica                                                             | Mondiali 2023 - Fase a gironi                                         | -                                                                     | 88’                                                                   |
| 2-8-2023                                                              | Hamilton                                                              | Argentina                                                             | 0 – 2                                                                 | Svezia                                                                | Mondiali 2023 - Fase a gironi                                         | -                                                                     | 62’                                                                   |
| 6-8-2023                                                              | Melbourne                                                             | Svezia                                                                | 0 – 0                                                                 | Stati Uniti                                                           | Mondiali 2023 - Ottavi di finale                                      | -                                                                     | 81’                                                                   |
| 11-8-2023                                                             | Auckland                                                              | Giappone                                                              | 1 – 2                                                                 | Svezia                                                                | Mondiali 2023 - Quarti di finale                                      | -                                                                     | 72’                                                                   |
| 15-8-2023                                                             | Auckland                                                              | Spagna                                                                | 2 – 1                                                                 | Svezia                                                                | Mondiali 2023 - Semifinali                                            | -                                                                     | 87’                                                                   |
| 19-8-2023                                                             | Brisbane                                                              | Svezia                                                                | 2 – 0                                                                 | Australia                                                             | Mondiali 2023 - Finale 3/4 posto                                      | -                                                                     | 67’ 90+5’                                                             |
| 22-9-2023                                                             | Göteborg                                                              | Svezia                                                                | 2 – 3                                                                 | Spagna                                                                | UEFA Women's Nations League 2023-2024 - Fase a gironi                 | 1                                                                     |                                                                       |
| 26-9-2023                                                             | Castel di Sangro                                                      | Italia                                                                | 0 – 1                                                                 | Svezia                                                                | UEFA Women's Nations League 2023-2024 - Fase a gironi                 | -                                                                     | 27’ 71’                                                               |
| 1-12-2023                                                             | Lucerna                                                               | Svizzera                                                              | 1 – 0                                                                 | Svezia                                                                | UEFA Women's Nations League 2023-2024 - Fase a gironi                 | -                                                                     | 81’                                                                   |
| 3-6-2025                                                              | Solna                                                                 | Svezia                                                                | 6 – 1                                                                 | Danimarca                                                             | UEFA Women's Nations League 2025 - Fase a gironi                      | 1                                                                     | 69’                                                                   |
| 26-6-2025                                                             | Oslo                                                                  | Norvegia                                                              | 0 – 2                                                                 | Svezia                                                                | Amichevole                                                            | -                                                                     | 63’                                                                   |
| 4-7-2025                                                              | Ginevra                                                               | Danimarca                                                             | 0 – 1                                                                 | Svezia                                                                | Euro 2025 - 1° turno                                                  | -                                                                     | 83’                                                                   |
| 8-7-2025                                                              | Lucerna                                                               | Polonia                                                               | 0 – 3                                                                 | Svezia                                                                | Euro 2025 - 1° turno                                                  | 1                                                                     | 68’                                                                   |
| 12-7-2025                                                             | Zurigo                                                                | Svezia                                                                | 4 – 1                                                                 | Germania                                                              | Euro 2025 - 1° turno                                                  | 1                                                                     | 55’                                                                   |
| 17-7-2025                                                             | Zurigo                                                                | Svezia                                                                | 2 – 2 dts (2 - 3 dtr)                                                 | Inghilterra                                                           | Euro 2025 - Quarti di finale                                          | -                                                                     | 77’                                                                   |
| Totale                                                                |                                                                       | Presenze                                                              | 77                                                                    |                                                                       | Reti                                                                  | 24                                                                    |                                                                       |

## Palmarès

### Club

#### Competizioni nazionali
- Campionato svedese: 1

Linköping: 2017
- Campionato italiano: 2

Juventus: 2020-2021, 2021-2022
- Supercoppa italiana: 2

Juventus: 2020, 2021
- Coppa Italia: 1

Juventus: 2021-2022
- FA Women's League Cup: 2

Arsenal: 2022-2023, 2023-2024

#### Competizioni internazionali
- UEFA Women's Champions League: 1

Arsenal: 2024-2025

### Nazionale
- Campionato d'Europa under 19: 1

2012
- Argento olimpico: 1

Tokyo 2020